# Казимежа-Велька (гмина)
Казимежа-Велька (пол. Kazimierza Wielka) — городско-сельская гмина (волость) в Польше, входит как административная единица в Казимежский повет, Свентокшиское воеводство. Население — 16 950 человек (на 2004 год).

## Демография
| Перепись                       | Всего   | Всего | Женщины | Женщины | Мужчины | Мужчины |
| ------------------------------ | ------- | ----- | ------- | ------- | ------- | ------- |
| Единицы                        | человек | %     | человек | %       | человек | %       |
| Население                      | 16 950  | 100   | 8675    | 51,2    | 8275    | 48,8    |
| Плотность населения (чел./км²) | 120,6   | 120,6 | 61,7    | 61,7    | 58,9    | 58,9    |

## Соседние гмины
1. Гмина Бейсце
2. Гмина Чарноцин
3. Гмина Кошице
4. Гмина Опатовец
5. Гмина Палечница
6. Гмина Прошовице
7. Гмина Скальбмеж